# Raklitsa Island
Raklitsa Island (englisch;  остров Раклица ostrow Rakliza) ist eine in ost-westlicher Ausrichtung 350 m lange und 120 m breite Insel in der Boisguehenneuc Bay von Liège Island im Palmer-Archipel vor der Westküste der Antarktischen Halbinsel. Sie liegt 2,7 km südwestlich des Moureaux Point, 5,38 km ostnordöstlich des Bebresh Point und 0,65 km vom Ufer der Bucht entfernt.
Britische Wissenschaftler kartierten sie 1978. Die bulgarische Kommission für Antarktische Geographische Namen benannte sie 2013 nach der Ortschaft Rakliza im Südosten Bulgariens.